# 2006 QC181
2006 QC181 est un objet transneptunien faisant partie des cubewanos. 

## Caractéristiques
2006 QC181 mesure environ 215 km de diamètre, son orbite est encore mal connue, il pourrait être en résonance avec Neptune.